# Kaufvertrag (Deutschland)
Der Kaufvertrag ist ein normierter Vertragstyp des deutschen Schuldrechts über die Einigung der Vertragsparteien über einen Kaufgegenstand. Kaufgegenstände können Sachen, Rechte, Forderungen oder sonstige vermögenswerte Positionen sein. Im synallagmatischen Verhältnis dazu steht die Kaufpreiszahlung. Der Kaufvertrag ist in der Wirtschaft das häufigste Umsatzgeschäft.

## Allgemeines
Der Kaufvertrag kommt durch übereinstimmende Willenserklärungen, und zwar durch Angebot und Annahme, zustande. Als Vertragsparteien fungieren der Käufer und Verkäufer. Durch den Kaufvertrag verpflichtet sich der Verkäufer zur dauerhaften Überlassung des Kaufgegenstands an den Käufer. Der Käufer hat im Gegenzug die Pflicht, den Kaufpreis zu bezahlen und den Kaufgegenstand abzunehmen. Geregelt ist der Kaufvertrag in § 433 bis § 479 BGB. Die Vorschriften regeln das allgemeine Kaufrecht und Sonderformen des Kaufs. Ergänzende Vorschriften über den Kauf eines Verbrauchers sind in § 13 und § 14 BGB enthalten. Soweit diese Vorschriften keine Regelungen treffen, finden ergänzend Vorschriften des allgemeinen Schuldrechts Anwendung.
Historische Urform des Kaufvertrags war der Tauschvertrag. Dessen Weiterentwicklung zum Kauf erfolgte durch die Einführung von Geld als Zahlungsmittel, das als jederzeit eintauschbare Verrechnungseinheit von feststehendem Wert, Güterumsätze von nennenswertem Umfang überhaupt erst ermöglicht. Die enge Verwandtschaft zum Tausch zeigt § 480 BGB auf, wonach auf den Tausch die Vorschriften über den Kauf entsprechende Anwendung finden.

## Entstehungsgeschichte

### Historische Vorbilder
Ein erster Beleg für den Gebrauch der deutschen zusammengesetzten Bezeichnung „Kaufvertrag“ im Sinne von Schuldvertrag, bei dem Ware gegen Geld zu übergeben ist, lässt sich nach dem Deutschen Rechtswörterbuch auf das Jahr 1574 zurückverfolgen. Die aus Mai 1627 datierende Böhmische Landesordnung definierte wie folgt: „Durch Kauffsvertrag und Contract werden allerley Herrschaften/Gütter und andere Gerechtigkeiten hingelassen“.
Das Allgemeine Preußische Landrecht (APL) vom Juni 1794 entschied sich in den Bestimmungen über die „Kaufs- und Verkaufsgeschäfte“ (I 11, §§ 1 ff. APL) ebenfalls für die Bezeichnung Kaufvertrag, wie etwa in den §§ 232, 249, 271 APL, enthielt in § 219 APL aber auch noch den „Kaufcontract“. Die Vorschriften des Badischen Landrechts vom Januar 1810 über die verkäuflichen Sachen (Sätze 1598 ff.) erwähnten weder den Kaufvertrag noch den Kaufcontract, doch kam in Satz 484 der Ausdruck Kaufverträge vor. Ein Handelslexikon aus dem Jahre 1857 grenzte Tausch und Kauf klar voneinander ab: „Kaufvertrag ist diejenige Übereinkunft zwischen zwei Personen oder Parteien, durch welche die eine (der Verkäufer) sich verbindlich macht, der andern (dem Käufer) irgend eine Sache, sie möge körperlich oder unkörperlich sein, schon existieren oder nicht, gegen Bezahlung eines in Gelde festgesetzten Preises zu überlassen. Der letzte Punkt unterscheidet den Kauf von dem Tausche, bei welchem die Gegenleistung ebenfalls in einer Sache besteht“.

### Entwicklung des BGB-Kaufrechts
Das im Januar 1900 in Kraft getretene BGB erhob den Kaufvertrag zum wichtigsten Vertragstyp der schuldrechtlichen Verträge und erwähnt ihn in seiner Gesetzessystematik als ersten der einzelnen Schuldverhältnisse. Bei der Ausgestaltung des Kaufrechts orientierten sich die Verfasser des BGB stark am römischrechtlich geprägten Pandektenrecht, das in der Rechtslehre des 19. Jahrhunderts vorherrschte. Erste verbraucherschützende Reformen brachte das im April 1977 in Kraft getretene AGB-Gesetz, das die Gefahr der Übervorteilung durch allgemeine Geschäftsbedingungen (AGB) verringern sollte.

### Neuregelung durch die Schuldrechtsreform
Eine grundlegende Überarbeitung des Kaufrechts erfolgte durch die Schuldrechtsreform, die am 1. Januar 2002 in Kraft trat. Hierdurch wollte der Gesetzgeber einige europäischer Richtlinien umsetzen, insbesondere die Verbrauchsgüterkaufrichtlinie von 1999. Durch diese Richtlinie sollte eine unionsweite Mindestharmonisierung des Gewährleistungsrechts für den Kauf eines Verbrauchers von einem Unternehmer erfolgen. Den Umstand, dass die Richtlinienumsetzung eine Novellierung des Kaufrechts erforderte, nutzte der Gesetzgeber zur Modernisierung des gesamten Schuldrechts, da insbesondere das Kaufrecht von vielen Rechtswissenschaftlern als veraltet und überarbeitungsbedürftig angesehen wurde.
Die Schuldrechtsreform hatte eine grundlegende Umstrukturierung des Kaufrechts zur Folge: Die bis dahin bestehende Unterscheidung zwischen dem Kauf einer bestimmten Sache (Spezieskauf) und dem Kauf einer lediglich nach Gattungsmerkmalen bestimmten Sache (Gattungskauf) wurde zugunsten allgemeiner gehaltenen Regelungen aufgegeben. Auch entfielen Sondervorschriften über den Viehkauf. Das Gewährleistungsrecht des Kaufs wurde an das allgemeine Leistungsstörungsrecht angeglichen.
Spezifisch zur Umsetzung der Verbrauchsgüterkaufrichtlinie fügte der Gesetzgeber mit den Regeln des Verbrauchsgüterkaufs einige verbraucherschützende Vorschriften ins Kaufrecht ein. Andere Vorgaben der Richtlinie fügte er mit Wirkung für alle Arten von Käufen ins allgemeine Kaufrecht ein. Hierdurch ging er über das europarechtlich gebotene Regelungsminimum hinaus, um eine möglichst einheitliche Behandlung von Kaufverträgen zu erreichen. Weiterhin übernahm der Gesetzgeber mehrere Vorschriften mit Bezug zum Verbraucherschutzrecht ins BGB, die bis dahin in Sondergesetzen geregelt waren. Dies betraf beispielsweise das AGB-Recht. Auch wurden die bis dahin bestehenden kurzen Gewährleistungsfristen deutlich verlängert. Spätestens durch diese Reformen gab es den aus dem römischen Recht stammenden Rechtsgrundsatz „der Käufer sei wachsam“ (lateinisch Caveat emptor) im deutschen Kaufvertragsrecht nicht mehr.
Gemäß Art. 229 § 5 EGBGB finden die neuen Regelungen auf Kaufverträge Anwendung, die ab dem 1. Januar 2002 geschlossen werden.

### Europarechtlicher Einfluss
Die europarechtliche Prägung des Kaufrechts hat zur Folge, dass die Anwendung seiner Vorschriften durch den Europäischen Gerichtshof (EuGH) beeinflusst wird, der die Verbrauchsgüterkaufrichtlinie mit für die Mitgliedstaaten bindender Wirkung auslegt. Die Mitgliedstaaten müssen sich darum bemühen, ihr nationales Recht so anzuwenden, dass es mit der Richtlinie in Einklang steht.
Der europarechtliche Einfluss auf das nationale Kaufrecht zeigte sich in der Quelle-Entscheidung des EuGH von 2008. Dort stellte das Gericht fest, dass die Richtlinie in Bezug auf das Gewährleistungsrecht unzureichend umgesetzt worden ist. Der Gesetzgeber musste infolgedessen das Gewährleistungsrecht für Verbraucher anpassen, was er durch Änderung des § 474 Abs. 2 BGB tat.
In der Rechtssache Weber und Putz von 2011 definierte der EuGH den Umfang der Nacherfüllungspflicht, dem primären Gewährleistungsrecht, und stellte fest, dass ein Unternehmer einzelne Formen der Nacherfüllung nicht wegen unverhältnismäßiger Kosten verweigern darf, wenn er dem Verbraucher dadurch seinen Nacherfüllungsanspruch insgesamt nähme. Dies griff die deutsche Rechtsprechung durch richtlinienkonforme Auslegung des für den Nacherfüllungsanspruch maßgeblichen § 439 BGB auf. Diese Auslegung beschränkte der BGH auf Verbrauchsgüterkäufe, was zur Folge hatte, dass § 439 BGB trotz seiner Platzierung im allgemeinen Kaufrecht für Verbrauchsgüterkäufe anders ausgelegt wurde, als für sonstige Käufe.

### Reform von 2018
Mit Wirkung zum 1. Januar 2018 wurde das deutsche Kaufrecht erneut überarbeitet. Der Gesetzgeber wollte hierdurch zum einen die Entscheidung Weber und Putz umsetzen. Zu diesem Zweck überarbeitete er § 439 BGB und erweiterte den Umfang des Nacherfüllungsanspruchs zugunsten des Käufers. Zum anderen wollte er durch die Einführung von § 445a BGB, § 445b BGB die Rechtsstellung des Verkäufers gegenüber seinen Lieferanten stärken, um die durch die Reform gewachsene Belastung des Verkäufers zu kompensieren.
Gemäß Art. 229 § 39 EGBGB finden die neuen Regelungen auf Kaufverträge Anwendung, die ab dem 1. Januar 2018 geschlossen werden.

## Vertragsschluss
Der Abschluss eines Kaufvertrags erfordert zwei korrespondierende Willenserklärungen, die als Angebot und Annahme bezeichnet werden. Diese müssen eine Einigung über die wesentlichen Elemente des Kaufs enthalten, die essentialia negotii. Hierzu zählen die beteiligten Parteien, der Kaufgegenstand und der Kaufpreis. Mit Ausnahme von wenigen gesetzlich vorgesehenen Fällen des Kontrahierungszwangs sind die Parteien in deren Bestimmung frei.
Abzugrenzen ist die Willenserklärung von der Aufforderung zur Abgabe eines Angebots (lat. invitatio ad offerendum), bei der es am für eine Willenserklärung notwendigen Rechtsbindungswillen fehlt. Hierzu zählt beispielsweise das Ausstellen von Waren in einem Schaufenster oder Online-Shop.

### Kaufgegenstand
Als Kaufgegenstände kommen gemäß § 433 BGB Sachen in Frage. Dies umfasst bewegliche und unbewegliche Sachen sowie gemäß § 90a BGB auch Tiere. Gelegentlich werden in der Praxis Kaufverträge über Sachen geschlossen, die der Verkäufer noch beschaffen oder herstellen muss. Gemäß § 452 BGB unterfällt der Kauf von Schiffsbauwerken ebenfalls dem Kaufrecht. Gemäß § 453 BGB können ferner Rechte Gegenstand eines Kaufvertrags sein, etwa Forderungen, Miteigentumsanteile an einer Sache, Wohnungseigentum, Gesellschaftsanteile, Patente, Erbschaften und Miterbenanteile. Auch sonstige Gegenstände, etwa elektrische Energie, ganze Unternehmen und Geschäftsideen können gemäß § 453 BGB Gegenstand eines Kaufvertrags sein. Gemäß § 311c BGB umfasst der Verkauf einer Sache im Zweifel auch ihr Zubehör (§ 97 BGB).
Die Kaufsache kann individuell oder nach allgemeinen Merkmalen bestimmt sein; dann handelt es sich um einen Stück- oder Spezieskauf. Sie kann aber auch nach allgemeinen Merkmalen bestimmt sein, etwa nach Menge oder Qualität; dann handelt es sich um einen Gattungskauf. Diese Unterscheidung war im früheren Kaufrecht von großer Bedeutung; durch die Schuldrechtsreform wurden beide Formen des Kaufs rechtlich weitgehend gleichgestellt.

### Form
Ein Kaufvertrag, insbesondere ein Kaufvertrag des täglichen Lebens, ist im Regelfall formfrei. So kann er etwa mündlich, schriftlich oder durch konkludentes Handeln abgeschlossen werden.
Für bestimmte Arten von Kaufverträgen schreibt der Gesetzgeber eine besondere Form vor, deren Verletzung gemäß § 125 S. 1 BGB grundsätzlich die Nichtigkeit des Vertrags zur Folge hat. So ist gemäß § 311b Abs. 1 BGB beim Grundstückskauf die Beurkundung des Kaufvertrags durch einen Notar erforderlich. Dies hat Schutz- und Beweisfunktion. Notarielle Beurkundung ist weiterhin gemäß § 15 Abs. 4 des GmbHG beim Kauf eines GmbH-Anteils und gemäß § 2371 BGB beim in der Praxis seltenen Erbschaftskauf erforderlich. Schließlich können die Parteien vereinbaren, dass ihr Vertrag in einer bestimmten Form abgeschlossen wird.

## Pflichten der Parteien
§ 433 BGB definiert die Leistungspflichten, die einen Kaufvertrag auszeichnen. Diese Pflichten sind synallagmatisch miteinander verknüpft. Verletzt eine Partei daher eine dieser Pflichten, kann der andere seine Leistung gemäß § 320 BGB verweigern oder vom Vertrag zurücktreten.
Zusätzlich treffen beide Parteien Nebenpflichten nach § 241 Abs. 2 BGB, § 242 BGB. Hierbei handelt es sich um Pflichten, welche das Integritätsinteresse des jeweils anderen und die Förderung des Vertragszwecks schützen sollen.

### Gesetzliches Leitbild
Der Verkäufer ist gemäß § 433 Abs. 1 S. 1 BGB verpflichtet, dem Käufer die Kaufsache zu verschaffen. Handelt es sich um eine Sache, muss er sie dem Käufer übereignen. Beim Verkauf eines Rechts muss der Verkäufer dieses auf den Käufer übertragen, etwa durch Abtretung (§ 398 BGB). Leistungsort ist gemäß § 269 BGB grundsätzlich der Wohnort oder die Niederlassung des Schuldners. § 448 BGB lässt grundsätzlich den Verkäufer die erforderlichen Kosten tragen, um dem Käufer die Kaufsache zu übergeben. Hierzu können beispielsweise Transport- und Anschlusskosten zählen.
Gemäß § 433 Abs. 1 S. 2 BGB muss der Gegenstand, den der Verkäufer dem Käufer verschafft, frei von Mängeln sein. Diese Pflicht wurde ausdrücklich durch die Schuldrechtsreform im Gesetz festgehalten. Hierdurch stellte der Gesetzgeber klar, dass das Beschaffen einer mangelhaften Sache keine Erfüllung darstellt; insoweit schloss er sich der Erfüllungstheorie an und entschied damit die unter dem alten Recht bestehende Streitfrage, ob die Verschaffung eines mangelhaften Kaufgegenstands Erfüllungswirkung hat.
Der Käufer ist gemäß § 433 Abs. 2 BGB verpflichtet, den Kaufpreis zu zahlen. Dieser wird grundsätzlich zwischen den Parteien vereinbart. Die Parteien können sich aber nach Maßgabe von § 315 BGB - § 319 BGB auch darauf einigen, dass er von einer Partei oder einem Dritten festgesetzt wird. In bestimmten Bereichen, etwa der Medizin, bestehen gesetzliche Vorgaben zur Preisbildung. Zudem muss der Käufer den vom Verkäufer angebotenen Gegenstand entgegennehmen, sofern dieser erfüllungstauglich ist. Hierbei handelt es sich um eine ausdrücklich normierte Nebenpflicht.
Der genaue Umfang der Nebenpflichten ergibt sich aus den Umständen des Einzelfalls. Um typische Nebenpflichten des Verkäufers handelt es sich bei der Information des Käufers über die Kaufsache, der Übergabe von Urkunden und anderen Materialien mit Bezug zur Kaufsache sowie deren ordnungsgemäße Verpackung.

### Abweichende Vereinbarungen
Den Parteien steht es kraft ihrer Privatautonomie offen, vom gesetzlich vorgesehenen Pflichtenprogramm abzuweichen. So können sie etwa vereinbaren, dass der Verkäufer die Sache dem Käufer nicht lediglich verschafft, sondern dass er diese auch montiert. Da die Montage eine Werkleistung darstellt, ergeben sich Abgrenzungsschwierigkeiten zwischen Kauf- und Werkvertrag. Ein Kaufvertrag liegt vor, wenn die Montageleistung lediglich ein untergeordnetes Element darstellt, der Schwerpunkt also auf der Verschaffung des Kaufgegenstands liegt. Entsprechendes gilt für das Zusammentreffen kaufvertraglicher Elemente mit anderen Vertragstypen. Daher handelt es sich etwa beim Leasing wegen der überwiegenden mietvertraglichen Komponente nicht um einen Kauf. Beim Kauf von Kraftfahrzeugen wird häufig vereinbart, dass der Käufer einen Teil des Kaufpreises dadurch begleichen kann, dass er ein anderes Fahrzeug in Zahlung gibt. Rechtsdogmatisch handelt es sich hierbei um eine Leistung an Erfüllungs statt nach § 364 Abs. 1 BGB. Im internationalen Warenverkehr finden Incoterms oft Anwendung.
Vom Gesetz abweichende Vereinbarungen können nicht nur für den Einzelfall getroffen werden. Viel häufiger ist im Wirtschaftsleben, dass solche abweichenden Vereinbarungen in AGB enthalten sind, die von einer Vertragspartei gestellt werden und in den Vertrag einbezogen werden. Dabei besteht die Gefahr, dass Regelungen in AGB allzu einseitig die Interessen einer Partei bevorzugen. Die gesetzlichen Regelungen über Allgemeine Geschäftsbedingungen, die sich in § 305 BGB - § 310 BGB finden, sehen deshalb für bestimmte Fallgruppen die Unwirksamkeit von AGB-Klauseln vor.
Weiterhin können die Parteien Nebenpflichten begründen. So steht es ihnen etwa frei, den Verkäufer zur Prüfung der Kaufsache oder zur Beratung des Käufers verpflichten oder die allgemeine Informationspflicht zu konkretisieren.
Von großer praktischer Bedeutung beim Kauf beweglicher Sachen ist ferner die Vereinbarung, dass der Käufer die Sache unter Eigentumsvorbehalt erwirbt. Dies wird insbesondere vereinbart, wenn der Käufer die Möglichkeit haben soll, die Kaufsache bereits vor Kaufpreiszahlung zu nutzen. Indem sich der Verkäufer das Eigentum vorbehält, schützt er sich in derartigen Fällen vor der Gefahr, dass der Käufer vor Kaufpreiszahlung in Insolvenz fällt. Bezüglich der rechtlichen Konstruktion des Eigentumsvorbehalts enthält § 449 Abs. 1 BGB eine Auslegungsregel: Im Zweifel führt die Vereinbarung eines Eigentumsvorbehalts dazu, dass das Eigentum an der Kaufsache unter der aufschiebenden Bedingung (§ 158 Abs. 1 BGB) vollständiger Zahlung des Kaufpreises übertragen wird. Der Käufer erwirbt daher mit der aufschiebend bedingten Übereignung zunächst lediglich ein Anwartschaftsrecht an der Kaufsache. Das volle Eigentum geht erst mit vollständiger Zahlung über. Zahlt der Käufer seine Raten nicht fristgerecht, kann der Verkäufer vom Kaufvertrag zurücktreten und sein Eigentum vom Käufer herausverlangen.

### Trennungs- und Abstraktionsprinzip
Eine Besonderheit des deutschen Rechts stellt das Trennungsprinzip dar, wonach zwischen dem Kaufvertrag als Verpflichtungsgeschäft und der nachfolgenden Rechtsänderung als Verfügungsgeschäft unterschieden wird. Dies hat zur Folge, dass der Kaufvertrag lediglich die Pflicht zur Herbeiführung einer Rechtsänderung begründet, etwa zur Übereignung einer Sache oder zur Abtretung einer Forderung. Die Rechtsänderung selbst wird jedoch nicht durch den Kaufvertrag bewirkt, sondern durch einen gesonderten Vertrag, das dingliche Verfügungsgeschäft. Entsprechendes gilt für den Kaufpreis. Bei der Abwicklung eines Barkaufs kommt es daher zu drei Verträgen: Dem schuldrechtlichen Kaufvertrag, der Verfügung über die Kaufsache und der Verfügung über das Zahlungsmittel.
In zahlreichen anderen Staaten gilt anstelle des Trennungs- das Einheitsprinzip, wonach Kauf und Eigentumsübergang eine Einheit bilden. Dabei sind zwei Varianten möglich:
- Allein der Kaufvertrag lässt das Eigentum übergehen (reines Vertragsprinzip). Diese Variante verwirklicht das französische Recht in Art. 1583 des Code civil, wo es heißt: „Der Käufer erwirbt das Eigentum vom Verkäufer, sobald beide über die Sache und den Preis einig sind, auch wenn die Sache noch nicht geliefert und der Kaufpreis noch nicht gezahlt ist.“[41]
- Zum Kaufvertrag muss die Übergabe hinzutreten (Einheitsprinzip mit Übergabegrundsatz). Diese Lösung gilt in Österreich nach § 1053 ABGB, wo es heißt: „Durch den Kaufvertrag wird eine Sache um eine bestimmte Summe Geldes einem andern überlassen. Er gehört, wie der Tausch, zu den Titeln ein Eigentum zu erwerben. Die Erwerbung erfolgt erst durch die Übergabe des Kaufgegenstandes. Bis zur Übergabe behält der Verkäufer das Eigentumsrecht.“

Nach dem Abstraktionsprinzip sind Verpflichtungs- und Verfügungsgeschäft in ihrer Wirksamkeit voneinander unabhängig. Daher ist denkbar, dass allein das Verpflichtungsgeschäft (Kauf) unwirksam ist, das Verfügungsgeschäft (Übereignung) aber wirksam. Der Käufer kann dann wirksam Eigentümer geworden sein, wegen Fehlens eines Rechtsgrundes (wirksamer Kaufvertrag) kann aber ein Anspruch auf Rückübertragung des Eigentums aus ungerechtfertigter Bereicherung gegen ihn bestehen.

## Gewährleistung bei Mängeln der Kaufsache
Nimmt der Käufer eine Kaufsache als Erfüllung an, stehen ihm gegen den Verkäufer spezifische Gewährleistungsrechte zu, sofern sich herausstellt, dass die Kaufsache bei Gefahrübergang mangelhaft gewesen ist.

### Begriff des Mangels
Das Kaufrecht unterscheidet zwischen Sach- (§ 434 BGB) und Rechtsmängeln (§ 435 BGB).

#### Sachmangel
Gemäß § 434 Abs. 1 S. 1 BGB liegt kein Sachmangel vor, wenn die Kaufsache bei Gefahrübergang den subjektiven Anforderungen, den objektiven Anforderungen und den Montageanforderungen entspricht. Den Begriff der Beschaffenheit versteht die Rechtsprechung weit. Neben Eigenschaften umfasst er Faktoren, die von außen auf die Sache einwirken, beispielsweise Umwelteinflüsse und Mieteinnahmen, die mit der Sache erzielt werden können.
Gemäß § 434 Abs. 1 S. 1 BGB stellt es einen Sachmangel dar, wenn die Kaufsache fehlerhaft montiert ist. Ist die Sache zur Montage durch den Käufer bestimmt, begründet eine fehlerhafte Montageanleitung gemäß § 434 Abs. 2 Nr. 3 BGB i. V. m. § 434 Abs. 3 Nr. 4 BGB einen Sachmangel, wenn es dem Käufer nicht gelingt, die Kaufsache fehlerfrei zu montieren.
Schließlich bewertet § 434 Abs. 2 S. 2 BGB die Lieferung einer anderen Sache oder einer zu geringen Menge des gekauften Guts als Sachmangel.

#### Rechtsmangel
Ein Rechtsmangel liegt gemäß § 435 S. 1 BGB vor, wenn ein Dritter an der Kaufsache ein Recht geltend machen kann, das im Kaufvertrag nicht vorgesehen ist. Solche Rechte können sich beispielsweise aus Grundpfandrechten ergeben. Damit ein Recht einen Mangel darstellt, muss es sich dazu eignen, dem Käufer den Gebrauch der Sache zu erschweren.
Gemäß § 435 S. 2 BGB steht es einem Rechtsmangel gleich, wenn im Grundbuch ein Recht eingetragen ist, das nicht besteht. Die beeinträchtigende Wirkung eines solchen Rechts ergibt sich daraus, dass gemäß § 891 BGB der Inhalt des Grundbuchs als richtig vermutet wird. Daher kann es gemäß § 892 BGB gutgläubig von Dritten erworben werden. Öffentlich-rechtliche Abgabepflichten und Lasten stellen gemäß § 436 Abs. 2 BGB keine Rechtsmängel dar.

### Zeitpunkt der Mangelfreiheit
Gemäß § 434 Abs. 1 S. 1 BGB kommt es für die Beurteilung der Freiheit von Sachmängeln auf den Zeitpunkt des Gefahrübergangs an.
In Bezug auf die Leistung lassen sich zwei Gefahren unterscheiden: die Leistungs- und die Preisgefahr. Gemäß § 275 BGB entfällt die Pflicht zur Leistung, wenn die geschuldete Leistung unmöglich wird. Geht die Kaufsache daher unter, wird der Verkäufer von seiner Leistungspflicht frei. Der Käufer trägt also das als Leistungsgefahr bezeichnete Risiko, dass er den Kaufgegenstand nicht erhält. Wird die Leistung unmöglich, entfällt gemäß § 326 Abs. 1 Satz 1 BGB die Pflicht zur Erbringung der Gegenleistung. Kann der Verkäufer dem Käufer den Kaufgegenstand wegen Unmöglichkeit nicht verschaffen, muss der Käufer also den Kaufpreis nicht bezahlen. Damit trägt der Verkäufer die Preisgefahr.
Der Begriff Gefahrübergang bezieht sich im Kaufgewährleistungsrecht auf die Preisgefahr. Er beschreibt den Zeitpunkt, in dem diese Gefahr auf den Käufer übergeht, sodass dieser das Risiko trägt, den Kaufpreis trotz zufälligen Untergangs oder zufälliger Verschlechterung der Kaufsache zahlen zu müssen.
Für den Sachkauf beurteilt sich der Gefahrübergang grundsätzlich nach § 446 Satz 1 BGB. Hiernach geht die Preisgefahr durch Übergabe der Kaufsache auf den Käufer über, da sich die Kaufsache ab diesem Zeitpunkt in seinem Verantwortungsbereich befindet. Der Übergabe steht es gemäß § 446 S. 3 BGB gleich, wenn der Käufer in Annahmeverzug gerät. Beim Versendungskauf geht die Gefahr nach § 447 BGB bereits mit der Übergabe der Kaufsache an eine zur Versendung bestimmte Person auf den Käufer über. Dies liegt darin begründet, dass der Erfüllungsort nach dem gesetzlichen Leitbild (§ 269 BGB) beim Verkäufer liegt. Da dieses Risiko auch besteht, wenn der Verkäufer die Kaufsache durch einen Gehilfen befördern lässt, ist es nach überwiegender Auffassung für die Anwendung von § 447 BGB egal, ob es sich bei der Versandpersonen um einen Dritten oder um einen Gehilfen des Verkäufers handelt. Ist die Transportperson für die Verschlechterung der Sache verantwortlich, kann der Käufer dieser mit eigenen Ansprüchen, etwa aus § 421 Abs. 1 Satz 2 HGB, oder über eine Drittschadensliquidation in Anspruch nehmen.
Für Rechtsmängel ist der entscheidende Zeitpunkt der des Übergangs des Kaufgegenstands auf den Erwerber, da ab diesem Zeitpunkt durch das fremde Recht beeinträchtigt wird.
Die Beweislast für das Vorliegen eines Mangels bei Gefahrübergang trägt gemäß § 363 BGB der Käufer.

### Die einzelnen Gewährleistungsrechte im Überblick
§ 437 BGB eröffnet dem Käufer mehrere Gewährleistungsrechte. Durch diese Bestimmung wird Art. 3 der Verbrauchsgüterkaufrichtlinie umgesetzt. Die Rechtsnorm enthält eine abschließende Aufzählung der in Frage kommenden Käuferrechte. Diese gehen den Regeln des allgemeinen Leistungsstörungsrechts als leges specialis vor. Auch versperren sie die Möglichkeit, den Kaufvertrag wegen eines Irrtums über das Nichtvorliegen eines Mangels nach § 119 Abs. 2 BGB anzufechten.

#### Nacherfüllung
§ 439 Abs. 1 BGB gibt dem Käufer einen Anspruch auf Nacherfüllung. Hierbei handelt es sich um eine Modifikation des allgemeinen Erfüllungsanspruchs aus § 433 Abs. 1 BGB, der durch die Annahme der Kaufsache als Erfüllung erlischt.
Der Nacherfüllungsanspruch stellt das primäre Gewährleistungsrecht des Käufers dar: Bevor der Käufer auf andere Gewährleistungsrechte zurückgreifen darf, muss er seinem Vertragspartner grundsätzlich die Möglichkeit zur Nacherfüllung geben. Dies beruht auf der Erwägung, dass ein Vertrag grundsätzlich erfüllt werden soll; nur in Ausnahmefälle soll er auf andere Weise abgewickelt werden. Daher ist der Verkäufer im Regelfall dazu berechtigt, sich mehrfach um eine ordnungsgemäße Erfüllung zu bemühen; er hat also ein Recht zur zweiten Andienung.
Der Nacherfüllungsanspruch besteht in zwei Varianten, zwischen denen der Käufer wählen kann: Nachbesserung und Nachlieferung. Bei der Nachbesserung nimmt der Verkäufer die Nacherfüllung an der Sache vor, die er dem Käufer überlassen hat, etwa durch deren Reparatur. Bei der Nachlieferung verschafft der Verkäufer dem Käufer einen neuen erfüllungstauglichen Gegenstand. Während beim Gattungskauf beide Formen der Nacherfüllung ohne weiteres denkbar sind, ist der Rechtswissenschaft umstritten, ob eine Nachlieferung auch beim Stückkauf möglich ist, da es nach der allgemeinen Definition des Stückkaufs lediglich einen erfüllungstauglichen Kaufgegenstand gibt. Die vorherrschende Auffassung in der Rechtswissenschaft bejaht dennoch die Möglichkeit, auch bei Stückschulden Nachlieferung zu fordern.
Gemäß § 439 Abs. 2 BGB trägt der Verkäufer die Kosten der Nacherfüllung. Die Rechtsprechung erblickt hierin – anders als einige Stimmen aus der Rechtslehre – eine Anspruchsgrundlage, mit der der Käufer eigene Aufwendungen zur Mangelbeseitigung ersetzt fordern kann, etwa Gutachterkosten. Hat der Käufer die mangelhafte Sache verbaut, trägt der Verkäufer gemäß § 439 Abs. 3 S. 1 BGB die Kosten des für die Nacherfüllung erforderlichen Ausbaus. Diese Regelung trat mit Wirkung zum 1. Januar 2018 in Kraft und dient der Umsetzung des EuGH-Urteils in der Sache Weber und Putz. Sie geht aber darüber hinaus, da sie nicht lediglich auf Verbrauchsgüterkäufe Anwendung findet, sondern auf alle Arten von Käufe. So ermöglicht es § 439 Abs. 3 BGB insbesondere Werkunternehmern, die wegen mangelhafter Materialien Gewährleistungsrechten ihrer Besteller ausgesetzt sind, ihre Lieferanten in Regress zu nehmen.

#### Rücktritt
Durch den Rücktritt bewirkt der Käufer die Rückabwicklung des Kaufvertrags. Zu diesem Zweck wandelt sich der Kaufvertrag in ein Rückgewährschuldverhältnis, das die Beteiligten gemäß § 346 Abs. 1 BGB zur Rückgewähr der empfangenen Leistungen mitsamt der gezogenen Nutzungen verpflichtet.

##### Voraussetzungen
Der Rücktritt bedarf als Gestaltungsrecht gemäß § 349 BGB der Erklärung gegenüber der anderen Partei.
Weiterhin muss ein Rücktrittsgrund vorliegen. § 437 Nr. 2 BGB verweist auf die Rücktrittsgründe des allgemeinen Leistungsstörungsrechts: § 323 Abs. 1 BGB berechtigt zum Rücktritt, wenn der Schuldner seine fällige Leistungspflicht trotz Fristsetzung durch den Käufer nicht ordnungsgemäß erfüllt. Das Fristsetzungserfordernis soll dem Verkäufer die Chance geben, seiner Leistungspflicht nachzukommen; es sichert also den Vorrang der Nacherfüllung. Entbehrlich ist die Fristsetzung gemäß § 323 Abs. 2 BGB, wenn der Verkäufer die Nacherfüllung ernsthaft und endgültig unberechtigt verweigert, wenn die Parteien eine relative Fixschuld vereinbart haben und wenn besondere Umstände vorliegen, die den sofortigen Rücktritt rechtfertigen. § 326 Abs. 5 BGB berechtigt auch ohne Fristsetzung zum Rücktritt, wenn die geschuldete Leistung unmöglich im Sinne von § 275 BGB ist. Gemäß § 440 BGB ist ein Rücktritt weiterhin ohne Fristsetzung möglich, wenn der Verkäufer die Nacherfüllung berechtigt verweigert, sie ihm misslingt oder für den Käufer unzumutbar ist.
Schließlich darf der Rücktritt nicht ausgeschlossen sein. Verwehrt ist der Rücktritt gemäß § 323 Abs. 5 S. 2 BGB, wenn der Mangel unerheblich ist. § 323 Abs. 6 BGB schließt den Rücktritt weiterhin für den Fall aus, dass der Käufer für den Umstand, der ihn zum Rücktritt berechtigt, zumindest überwiegend verantwortlich ist.

##### Rechtsfolgen
Liegen die Voraussetzungen des Rücktritts vor, sind die Parteien gemäß § 346 Abs. 1 BGB zur Rückgewähr der empfangenen Leistungen und den hieraus gezogenen Nutzungen verpflichtet.

#### Minderung
Bei der Minderung behält der Käufer die Kaufsache, jedoch mindert sich sein Kaufpreis. Hat der Verkäufer den Kaufpreis bereits bezahlt, kann er den überschießenden Betrag zurückfordern. Die Voraussetzungen des Minderungsrechts entsprechen gemäß § 441 Abs. 1 Satz 1 BGB denen des Rücktrittsrechts. Der Ausschlussgrund der Unerheblichkeit des Mangels findet bei der Minderung keine Anwendung, da sein Normzweck nicht zu diesem Gestaltungsrecht passt.

#### Schadens- und Aufwendungsersatz
Schließlich kann der Käufer vom Verkäufer Schadens- und Aufwendungsersatz fordern.

##### Schadensersatz
Der Käufer kann Schadensersatz sowohl statt als auch neben der Leistung fordern. § 437 Nr. 3 BGB verweist dazu auf mehrere Anspruchsgrundlagen des allgemeinen Leistungsstörungsrechts. Neben den dort genannten finden auch § 282 BGB und § 285 BGB im Gewährleistungsrecht Anwendung.

###### Statt der Leistung
Der Schadensersatz statt der Leistung dient der Kompensation des enttäuschten Leistungsinteresses durch eine Geldzahlung. § 437 Nr. 3 BGB verweist auf drei Rechtsnormen, die einen entsprechenden Anspruch begründen können: § 281 BGB, § 283 BGB und § 311a BGB.
Ein Anspruch auf Schadensersatz statt der Leistung setzt voraus, dass der Schuldner seine Leistungspflicht verletzt. Dies kann durch Beschaffen eines mangelhaften Kaufgegenstands, durch Unterlassen der Nacherfüllung und durch Unmöglichkeit der Beschaffung des Kaufgegenstands geschehen. Weiterhin muss der Käufer dem Verkäufer grundsätzlich eine Frist zur Nacherfüllung setzen, damit der Vorrang der Nacherfüllung gewahrt bleibt.
Liegen die weiteren Voraussetzungen der jeweiligen Anspruchsgrundlage vor, kann der Käufer Ersatz des Schadens verlangen, der kausale Folge der Pflichtverletzung ist. Hierbei kann der Käufer zwischen kleinem und großem Schadensersatz wählen. Bei ersterem behält er die Kaufsache und fordert die Differenz zwischen deren Wert und dem Wert seines Erfüllungsinteresses. Bei letzterem gibt er die Kaufsache zurück und erhält sein gesamtes Erfüllungsinteresse ersetzt.

###### Neben der Leistung
Schadensersatz neben der Leistung kann der Käufer nach Maßgabe von § 437 Nr. 3, § 280 BGB beanspruchen, wenn der Verkäufer durch Verletzung einer Pflicht aus dem Kaufvertrag einen Schaden verursacht und dies zu vertreten hat. Der Schadensersatz neben der Leistung dient dem Ausgleich der Verletzung des Integritätsinteresses des Käufers, die sich aus der Mangelhaftigkeit der Kaufsache ergeben. Hierunter fallen beispielsweise Sachschäden, die durch einen Defekt der Kaufsache ausgelöst werden. Für diese Art von Schadensersatz bedarf es keiner Fristsetzungs zur Nacherfüllung, da er Schäden erfasst, die durch eine Nacherfüllung ohnehin nicht beseitigt werden können.
Umstritten ist in der Rechtswissenschaft, ob für Schäden, die Folge des zu späten Leistens des Verkäufers sind, die zusätzlichen Voraussetzungen des § 286 BGB vorliegen müssen. § 437 Nr. 3 BGB verweist nicht unmittelbar auf diese Norm, allerdings auf § 280 BGB, der wiederum auf § 286 BGB verweist. Nach vorherrschender Auffassung müssen die Voraussetzungen des § 286 BGB nicht vorliegen.

##### Aufwendungsersatz
Gemäß § 437 Nr. 3, § 284 BGB kann der Käufer anstelle des Schadensersatzes statt der Leistung Aufwendungsersatz verlangen, die er im berechtigten Vertrauen auf den Erhalt der vertragsgemäßen Leistung gemacht hat.

#### Selbstvornahmerecht
Das Recht zur Selbstvornahme berechtigt den Gläubiger dazu, den Mangel am Leistungsgegenstand selbst zu beheben und die hierfür erforderlichen Kosten vom Schuldner zu fordern. Ein solches Recht ist in § 634 BGB für den Gläubiger einer Werkleistung vorgesehen und in § 637 BGB näher ausgestaltet. Im Kaufrecht existieren vergleichbare Regelungen nicht. Dennoch ist in der Rechtswissenschaft umstritten, ob dem Käufer ein solches Recht zusteht. Teilweise wird vertreten, dass sich ein solches Recht aus einer Analogie zu § 326 Abs. 2 S. 2 BGB herleiten lasse. Nach herrschender Meinung trifft dies nicht zu, da sich der Gesetzgeber bewusst gegen ein Selbstvornahmerecht im Kaufrecht entschieden habe. Dies zeige sich darin, dass der parallel zu § 437 BGB strukturierte § 634 BGB ein entsprechendes Recht beim Werkvertrag vorsieht.

### Ausschluss der Gewährleistung
Gemäß § 442 BGB ist die gesetzliche Gewährleistung ausgeschlossen, wenn der Käufer den Mangel bei Vertragsschluss kennt oder grob fahrlässig verkennt. In beiden Fällen verhielte sich der Käufer widersprüchlich, wenn er Gewährleistungsrechte geltend machte. Daher sind ihm diese Rechte verschlossen.
Weiterhin können die Parteien die Gewährleistung vertraglich abbedingen. Gemäß § 444 BGB entfaltet eine entsprechende Beschränkung allerdings keine Wirkung, wenn der Verkäufer den Mangel arglistig verschweigt oder eine Beschaffenheitsgarantie übernommen hat. Eine weitere Grenze ergibt sich nach Auffassung der Rechtsprechung aus dem Vorliegen einer Beschaffenheitsvereinbarung: Der Verkäufer könne die Gewährleistung nicht für eine vereinbarte Beschaffenheit ausschließen, da die Beschaffenheitsvereinbarung ansonsten wirkungslos wäre. In Österreich ist ein Gewährleistungsausschluss – bis zur Grenze der Sittenwidrigkeit – wirksam, erstreckt sich aber nicht auf arglistig verschwiegene Mängel.
Gemäß § 445 BGB ist die Gewährleistung ferner für Sachen ausgeschlossen, die auf Grund eines Pfandrechts in einer öffentlichen Versteigerung unter der Bezeichnung als Pfand verkauft werden. Auch hier gilt dies nicht, wenn der Verkäufer den Mangel arglistig verschweigt oder eine Beschaffenheitsgarantie übernommen hat. § 445 BGB bezweckt nach vorherrschender Auffassung den Schutz des Verkäufers vor einer Gewährleistungshaftung, da er den Kaufgegenstand im Regelfall nicht kennt und daher ihren Zustand nicht beurteilen kann.

### Garantie
Durch eine Garantie im Sinne des § 443 BGB verpflichtet sich eine Partei – typischerweise Verkäufer oder Hersteller – gegenüber dem Käufer verschuldensunabhängig dafür einzutreten, dass der Kaufgegenstand eine bestimmte Beschaffenheit oder Haltbarkeit aufweist.
Durch Vereinbarung einer Garantie begründen die Parteien einen Garantievertrag. Dieser räumt dem Käufer zusätzliche Rechte ein, die er neben den im Gesetz geregelten Mängelansprüchen geltend machen kann. Es handelt sich somit um eine freiwillige Ergänzung der Käuferrechte aus § 437 BGB. Anders als bei der Gewährleistung kommt es nicht darauf an, ob die Sache bei Gefahrübergang einen Mangel aufweist. Durch die Garantie werden auch Rechte begründet, wenn der Mangel erst in der Garantiezeit eintritt. Bei der Haltbarkeitsgarantie wird gemäß § 443 Abs. 2 BGB vermutet, dass ein während der Garantiezeit auftretender Sachmangel die Rechte aus der Garantie begründet. Will der Aussteller der Garantie Ansprüchen aus dieser entgehen muss er daher beweisen, dass der Mangel nicht auf dem Zustand der Sache, sondern auf unsachgemäßem Gebrauch durch den Käufer oder einem zufällig von außen einwirkenden Ereignis beruht.
Der Verkäufer darf die Garantie an bestimmte Bedingungen knüpfen, etwa regelmäßige Inspektion nach Herstellervorschrift in einer Vertragswerkstatt.

### Verjährung
Gemäß § 195 BGB verjähren Ansprüche grundsätzlich innerhalb von drei Jahren. Die Verjährungsfrist beginnt gemäß § 199 Abs. 1 BGB mit dem Schluss des Jahres, in dem der Anspruch entsteht und der Gläubiger von Anspruch und Schuldner erfährt.
Abweichend hiervon sieht § 438 BGB für den Regelfall eine lediglich zweijährige Verjährung von Gewährleistungsansprüchen vor, die mit der Ablieferung des Kaufgegenstands beim Käufer beginnt. Hierdurch soll die Vertragsabwicklung beschleunigt werden. Beim Kauf eines Bauwerks oder eines Gegenstands, der typischerweise für Bauwerke verwendet wird, beträgt die Frist wegen des großen wirtschaftlichen Werts von Bauwerken fünf Jahre. Dreißig Jahre beträgt sie, sofern der Mangel in einem dinglichen Recht eines Dritten liegt, das diesen zur Herausforderung des Kaufgegenstands berechtigt. Die dreißigjährige Frist entspricht der Verjährungsfrist dinglicher Herausgabeansprüche nach § 197 BGB.
Die Verkürzung der Regelverjährung findet gemäß § 438 Abs. 3 S. 1 BGB keine Anwendung, wenn der Verkäufer den Käufer arglistig über einen Mangel täuscht, da der Verkäufer dann keinen Schutz durch das Gewährleistungsrecht verdient.
Rücktritt und Minderung unterliegen als Gestaltungsrechte keine Verjährung. Gemäß § 438 Abs. 4 S. 1, § 218 BGB können diese Rechte jedoch nur solange geltend gemacht werden, wie der Nacherfüllungsanspruch nicht verjährt ist.

### Unternehmerregress
Macht der Käufer gegenüber seinem Verkäufer Gewährleistungsrechte geltend, erleidet dieser eine finanzielle Einbuße. Hat der Verkäufer die Ware seinerseits von einem Lieferanten gekauft, hat er ein Interesse daran, diesen in Regress zu nehmen. Da zwischen Verkäufer und Lieferant ebenfalls ein Kaufvertrag besteht, kann der Verkäufer die Gewährleistungsrechte des Kaufrechts geltend machen. Dies erleichtern ihm § 445a, § 445b BGB. Diese Vorschriften erstrecken sich auf alle Kaufverträge innerhalb der Lieferkette.
Der Unternehmerregress wurde durch die Kaufrechtsreform von 2018 ins allgemeine Kaufrecht verschoben. Zuvor war er im Abschnitt über den Verbrauchsgüterkauf platziert, da der Umsetzung von Art. 4 der Verbrauchsgüterkaufrichtlinie diente. Durch die Verschiebung sollte sein Anwendungsbereich auch auf solche Lieferketten erstreckt werden, an deren Ende kein Verbrauchsgüterkauf steht, sondern etwa ein Werkvertrag. Unter Geltung des alten Rechts wurde in der Rechtswissenschaft diskutiert, ob man die Vorschriften des Unternehmerregresses auf andere Käufe als Verbrauchsgüterkäufe analog anwenden kann; die Rechtsprechung hat dies abgelehnt.
§ 445a Abs. 1 S. 1 BGB gibt dem Verkäufer gegen seinen Lieferanten einen Anspruch auf Ersatz der Aufwendungen, die der Verkäufer gegenüber seinem Käufer vornehmen musste. Voraussetzung hierfür ist, dass die Sache bereits zu dem Zeitpunkt mangelhaft war, in dem er die Sache erworben hat.
Gemäß § 445a Abs. 2 BGB muss der Verkäufer seinem Lieferanten keine Frist zur Nacherfüllung setzen. Im Rahmen der Lieferantenkette besteht somit kein Recht zur zweiten Andienung, da dies nicht interessengerecht wäre.
Gemäß § 445b Abs. 2 BGB tritt die Verjährung der Ansprüche des Verkäufers gegen seinen Lieferanten frühestens zwei Monate nach dem Zeitpunkt ein, in dem der Verkäufer die Gewährleistungsansprüche seines Käufers erfüllt hat. Hierdurch soll der Verkäufer vor einer Verjährung seiner Ansprüche gegen den Lieferanten geschützt werden.

## Sonderformen des Kaufs

### Verbrauchsgüterkauf
Die Regelungen über den Verbrauchsgüterkauf im BGB gehen auf die Umsetzung der Verbrauchsgüterkaufrichtlinie ins deutsche Recht um. Nachdem einige Vorgaben der Richtlinie bereits im allgemeinen Teil des Schuldrechts und im allgemeinen Kaufrecht umgesetzt worden sind, bedurfte es nur noch einiger ergänzender Regelungen, welche die Vorgaben umsetzen, die der deutsche Gesetzgeber nicht für alle Kaufverträge machen wollte. Diese Regelungen finden sich in §§ 474–479 BGB. Gemäß § 474 Abs. 2 S. 1 BGB gehen sie den Regeln des allgemeinen Kaufrechts als speziellere Vorschriften vor.

#### Anwendungsbereich des Verbrauchsgüterkaufrechts
Ein Verbrauchsgüterkauf liegt gemäß § 474 Abs. 1 S. 1 BGB vor, wenn ein Verbraucher von einem Unternehmer eine bewegliche Sache oder ein Tier kauft. Verkauft ein Verbraucher eine Sache an einen Unternehmer, so finden die Regeln über den Verbrauchsgüterkauf keine Anwendung. Dies gilt gemäß § 474 Abs. 2 S. 2 BGB ebenfalls für gebrauchte Sachen, die in einer öffentlich zugänglichen Versteigerung verkauft werden, an der der Verbraucher persönlich teilnehmen kann.

#### Modifikationen des allgemeinen Kaufrechts im Einzelnen
§ 475 Abs. 1 Satz 1 BGB bestimmt abweichend von § 271 BGB, dass die wechselseitigen Pflichten aus § 433 BGB nicht sofort, sondern erst unverzüglich fällig werden.
§ 475 Abs. 2 BGB verzögert den Gefahrübergang beim Versendungskauf zugunsten des Verbrauchers. Hiernach geht die Preisgefahr nur dann mit der Übergabe des Gegenstands an eine Versandperson auf den Käufer über, wenn der Käufer diese Person bestimmt, ohne dass sie vom Unternehmer benannt wurde. Liegen diese Voraussetzungen nicht vor, richtet sich der Übergang der Preisgefahr nach § 446 BGB. Diese Bestimmung setzt Art. 20 S. 2 der Verbrauchsgüterkaufrichtlinie um.
§ 475 Abs. 3 S. 1 BGB befreit den Käufer von der aus § 439 Abs. 5 BGB folgenden Pflicht, Nutzungen, die er aus der mangelhaften Kaufsache gezogen hat, im Fall der Nachlieferung an den Verkäufer herauszugeben. Durch diese Vorschrift setzte der Gesetzgeber ein EuGH-Urteil um.
§ 475 Abs. 4 S. 1 BGB stellt klar, dass der Verkäufer die vom Verkäufer gewählte Art der Nacherfüllung nicht wegen Unverhältnismäßigkeit verweigern darf, wenn der Käufer dadurch sein Nacherfüllungsrecht insgesamt verlöre. Mit dieser Regelung stellte der Gesetzgeber eine Folgerung des EuGH aus dem Urteil Weber und Putz klar.
§ 475 Abs. 6 BGB räumt dem Verbraucher gegen den Unternehmer einen Anspruch auf Zahlung eines Vorschusses zur Mängelbeseitigung ein. Hierdurch kodifizierte der Gesetzgeber die Rechtsprechung des BGH.
§ 476 Abs. 1 Satz 1 BGB erklärt vertragliche Abweichungen vom gesetzlichen Gewährleistungsrecht und vom Verbrauchsgüterkaufrecht zulasten des Verbrauchers für unwirksam. Dies gilt gemäß § 476 Abs. 1 S. 2 BGB auch für Umgehungsgeschäfte. Hierzu können etwa Agenturgeschäfte im Gebrauchtwagenhandel zählen. Hierbei verkauft ein Unternehmer als Stellvertreter eines Verbrauchers ein Fahrzeug. Ein Umgehungsgeschäft stellt dies nach überwiegender Ansicht dar, wenn der Unternehmer das wirtschaftliche Risiko des Vertrags trägt. Vereinbarungen über die Verkürzung von Verjährungsfristen dürfen gemäß § 476 Abs. 2 getroffen werden, jedoch nur mit der Maßgabe, dass die Frist nicht auf weniger als zwei Jahre, bei gebrauchten Sachen nicht auf weniger als ein Jahr verkürzt wird. Die vorgenannten Beschränkungen gelten gemäß § 476 Abs. 3 nicht für Schadensersatzansprüche; über diese können die Parteien nach Maßgabe der übrigen gesetzlichen Vorschriften frei disponieren.
§ 477 enthält eine Beweiserleichterung zugunsten des Verbrauchers: Macht der Käufer einen Anspruch wegen eines Sachmangels innerhalb von sechs Monaten ab Gefahrübergang geltend, wird vermutet, dass dieser bereits bei Gefahrübergang vorhanden war. Dann muss der Verkäufer beweisen, dass die Sache bei Übergabe mangelfrei war, wenn er Mängelansprüchen entgehen will.
Steht am Ende einer Lieferkette ein Verbrauchsgüterkauf, hat dies Auswirkungen auf den Unternehmerregress: Gemäß § 478 Abs. 1 BGB findet die Beweislastumkehr des § 477 BGB auch im Verhältnis zwischen Verkäufer und Lieferant Anwendung. Dies stellt einen Ausgleich für die verschärfte Haftung des Verkäufers gegenüber dem Verbraucher dar. Die sechsmonatige Frist beginnt mit dem Übergang der Preisgefahr auf den Verbraucher. § 478 Abs. 2 BGB beschränkt das Recht des Lieferanten, das Regressrecht zulasten des Verkäufers zu verkürzen. Beschränken die Parteien den Regress, muss der Lieferant dem Verkäufer einen gleichwertigen Ausgleich einräumen; andernfalls kann sich der Lieferant nicht auf die Beschränkung berufen.

### Barkauf
Beim Barkauf zahlt der Käufer den Kaufpreis unmittelbar nach Erhalt der Ware Zug um Zug. So verhält es sich etwa beim Kauf an der Supermarktkasse.

### Kreditkauf
Kreditkauf ist ein Kauf, bei dem der Kaufpreis erst nach Lieferung zu zahlen ist, insbesondere durch Einräumen eines Zahlungszieles oder durch Gewährung einer Ratenzahlung. Auf diesem Gebiet bedarf es eines Schutzes des Verbrauchers. Dieser wurde früher durch das Abzahlungsgesetz, später durch das Verbraucherkreditgesetz gewährt. Seit dem 1. Januar 2002 wurden dessen Regelungen durch das Gesetz zur Modernisierung des Schuldrechts direkt in das BGB übernommen.
Für Verträge zwischen einem Unternehmer und einem Verbraucher finden sich als Schutzvorschriften für den Verbraucher nunmehr im BGB Regelungen über einen Zahlungsaufschub von mehr als drei Monaten oder sonstige entgeltliche Finanzierungshilfen (§ 499 Abs. 1 BGB), Finanzierungsleasingverträge (§ 500 BGB) und Teilzahlungsgeschäfte (§§ 501 bis 504 BGB). Dabei wird insbesondere durch entsprechende Anwendung des für den Verbraucherdarlehensvertrag geltenden § 495 Abs. 1 BGB in Verbindung mit § 355 BGB dem Verbraucher ein Widerrufsrecht in der dort genannten Frist gewährt, das durch entsprechende Anwendung des § 358 BGB auch auf einen mit dem Kaufvertrag verbundenen Verbraucherdarlehensvertrag erstreckt wird. Bei Teilzahlungsgeschäften kann anstelle des Widerrufsrechts ein Rückgaberecht nach § 356 BGB eingeräumt werden, das in der Regel nur durch Rücksendung innerhalb der Widerrufsfrist ausgeübt werden kann.

### Kauf vom Bauträger
Beim Kauf eines Grundstücks vom Bauträger und gleichzeitiger Verpflichtung des Bauträgers zur Errichtung eines Gebäudes auf dem Grundstück liegt ein Vertrag eigener Art vor, der kaufrechtliche und werkvertragliche Elemente enthält. Hier richtet sich die Mängelhaftung für die Bauleistungen nach Werkvertragsrecht des BGB. Zusätzlich ist die Makler- und Bauträgerverordnung (MaBV) zu beachten.

### Kauf auf Probe
Beim Kauf auf Probe schließen die Parteien gemäß § 454 BGB einen Kaufvertrag unter der aufschiebenden Bedingung, dass der Käufer den gekauften Gegenstand billigt, was in dessen Belieben steht. Häufig wird die Kaufsache hierzu dem Käufer als Ansichtssendung überlassen. Die Billigung kann gemäß § 455 Satz 1 BGB nur innerhalb der vertraglich vereinbarten Frist erfolgen. Ist die Sache dem Käufer zum Zwecke der Probe oder Besichtigung übergeben, gilt sein Schweigen gemäß § 455 S. 2 BGB als Billigung.

### Kauf nach Probe („nach Muster“)
Beim Kauf nach Probe wird der Kaufgegenstand durch die Qualität und die Eigenschaften eines Musters bestimmt. Das Muster muss immer kostenlos sein, ansonsten handelt es sich um einen Kauf zur Probe. Die dann gelieferte größere Kaufmenge muss dem Muster entsprechen.
Der Kauf nach Probe ist seit der Schuldrechtsreform nicht mehr gesondert im Gesetz geregelt, in der Praxis jedoch anerkannt. Die Möglichkeit dazu ergibt sich daraus, dass es den Vertragsparteien freisteht, wie sie die vereinbarte Beschaffenheit der Kaufsache bestimmen.

### Kauf zur Probe
Beim Kauf zur Probe handelt es sich um einen regulären Kaufvertrag über eine begrenzte Menge einer Ware, bei dem der Käufer dem Verkäufer in Aussicht stellt, eine umfangreichere Bestellung zu tätigen. Er ist gesetzlich nicht gesondert geregelt.

### Wiederkauf
§ 456 BGB - § 462 BGB regeln den in der Praxis seltenen Wiederkauf. Vereinbaren die Parteien ein Wiederkaufsrecht, darf der Verkäufer den Kaufgegenstand vom Käufer durch einseitige Erklärung zurückkaufen. Der ursprüngliche Käufer, der Wiederverkäufer ist also aufschiebend bedingt zur Rückübereignung gegen Zahlung des Wiederkaufpreises verpflichtet. Damit dient die Wiederkaufsvereinbarung dem Verkäufer in der Regel als Sicherung wie etwa Sicherungsübereignung und Pfandrecht.
Gemäß § 457 Abs. 2 BGB haftet der Wiederverkäufer auf Schadensersatz, wenn sich der Kaufgegenstand vor der Ausübung des Wiederkaufsrechts durch sein Verschulden verschlechtert, untergeht oder sich wesentlich verändert. Erwerben Dritte Rechte an der Sache, muss der Wiederverkäufer diese gemäß § 458 Satz 1 BGB beseitigen.

### Vorkauf
Ein Vorkaufsrecht berechtigt dazu, durch einseitige Erklärung über einen Kaufvertrag einen Gegenstand abzuschließen, sobald der Verkäufer diesen an einen Dritten verkauft. Durch Ausübung des Vorkaufsrechts gegenüber dem Verkäufer kommt gemäß § 464 Abs. 2 BGB zwischen dem Vorkaufsberechtigten und dem Verkäufer ein Kaufvertrag mit gleichem Inhalt wie mit dem Dritten zustande.
Das BGB enthält schuldrechtliche und dingliche Vorkaufsrechte. Das Kaufrecht regelt in § 463 BGB - § 473 BGB das schuldrechtliche Vorkaufsrecht. Dieses bindet nur denjenigen, der das Vorkaufsrecht bestellt hat. Übt der Käufer somit sein Vorkaufsrecht aus, ist der Verkäufer an zwei Kaufverträge gebunden, von denen er lediglich einen erfüllen kann. Sobald der Verkäufer die Kaufsache einer Partei überlasst, macht er sich gegenüber der anderen Partei gemäß §§ 280 Abs. 1, Abs. 3, 283 BGB schadensersatzpflichtig. Das dingliche Vorkaufsrecht wirkt demgegenüber gemäß § 1098 Abs. 2 BGB wie eine Vormerkung (§ 883 BGB) auch gegen Dritte.
Das schuldrechtliche Vorkaufsrecht entsteht durch gesetzliche Anordnung, wie sie etwa in § 577 BGB enthalten ist. Zudem kann es vertraglich vereinbart werden.

### Ramschkauf (Kauf „en bloc“)
Eine größere Menge an Waren wird zu einem Pauschalpreis verkauft, der Verkäufer nimmt dabei keine Qualitätssicherung vor. Rechtlich betrachtet muss allerdings zur Erfüllung des Kaufvertrags jeder Gegenstand gesondert übereignet werden.

### Kaufverträge unter dem Aspekt der Lieferzeit
Neben den oben genannten Kaufvertragsarten, bei denen nach Art, Beschaffenheit und Güte unterschieden wird, können Kaufverträge ebenso unter dem Aspekt der Lieferzeit gestaltet werden. Unter diesem Gesichtspunkt können vier Arten von Kaufverträgen abgeschlossen werden:
Beim Terminkauf erfolgt die Lieferung der Ware zu einem vereinbarten späteren Termin oder innerhalb einer vereinbarten Frist. Die Klauseln lauten etwa „Lieferung innerhalb von zwei Monaten“, „Lieferung Ende September“ oder „Lieferung zwei Monate nach Auftragseingang“.
Beim Fixkauf ist der Lieferzeitpunkt genau festgelegt. Die Einhaltung des Lieferzeitpunktes ist entscheidend für die Wirksamkeit des Kaufvertrages. Dies kann nur aus der inhaltlichen Notwendigkeit des Geschäftes heraus begründet werden. Beispielsweise kann eine normale Rohstofflieferung in einem Industriebetrieb nicht als Fixkauf vereinbart werden, da die Rohstoffe nach dem vereinbarten Liefertermin auch noch verwendet werden können. Dies gilt auch für Just-In-Time-Lieferungen.
Beim Sofortkauf erfolgt die Lieferung unmittelbar nach dem Abschluss des Kaufvertrages oder wird vom Käufer gleich persönlich mitgenommen.
Beim Kauf auf Abruf erfolgt die Lieferung des Kaufgegenstands erst nach Abruf durch den Kunden. Meistens wird dieser Kauf bei wiederkehrenden Bestellungen benutzt. Der Verkäufer kann die Lieferung komplett oder in Teilen vornehmen. Beispiel: Ein Unternehmen mit einem großen Fuhrpark holt die Benzinpreise von verschiedenen Mineralölfirmen ein und bestellt die Lieferung für die betriebseigene Tankstelle je nach Bedarf am Telefon. Diese Form des Kaufvertrags ermöglicht dem Käufer Mengenrabatte in Anspruch zu nehmen, ohne die gesamte Mengen auf einmal auf Lager zu nehmen oder für den Verkäufer die gesamte Menge auf einmal bereitzustellen. Somit reduzieren sich die Lagerkosten und Lagerrisiken. Diese Form des Vertrags ermöglicht die langfristige Kalkulation der Preise für beide Seiten, ohne dass kurzfristige Preisschwankungen einen Einfluss haben. Die ausgeprägteste Form ist die Just in Time Produktion bzw. Lieferung.

### Werklieferungsvertrag
Der Werklieferungsvertrag hat gemäß § 650 Satz 1 BGB die Lieferung herzustellender oder zu erzeugender beweglicher Sachen zum Gegenstand. Auf einen solchen Vertrag, der hinsichtlich der Herstellungspflicht dem Werkvertrag nahesteht, finden nach § 650 BGB die Vorschriften über den Kaufvertrag Anwendung, da die Interessenlage der Parteien einem solchen Vertrag nahe stehen. Ist eine nicht vertretbare Sache herzustellen, gelten zusätzlich nach § 650 Satz 3 BGB einige werkvertragliche Vorschriften.

### Handelskauf
Beim Handelskauf handelt es sich um einen Kauf, bei dem mindestens eine der Vertragsparteien Kaufmann ist. Für den Handelskauf gelten neben den kaufrechtlichen Regelungen im BGB die Sondervorschriften der § 373 - § 381 des Handelsgesetzbuchs (HGB).

#### Bestimmungskauf
Beim Bestimmungskauf nach § 375 HGB werden beim Vertragsabschluss lediglich Art und Menge der Ware vereinbart. Ferner vereinbaren die Parteien eine Frist, innerhalb derer der Käufer die Ware näher bestimmen muss. Unterlässt er dies, darf der Verkäufer die Bestimmung vornehmen oder die anderen in § 375 HGB genannten Rechte ausüben.

#### Rügeobliegenheit
Die Rügeobliegenheit des § 377 HGB gilt für Kaufverträge sowie gemäß § 381 Abs. 2 HGB für Werklieferungsverträge, die zwischen Kaufleuten geschlossen werden. Hiernach muss der Käufer die Kaufsache unverzüglich nach Ablieferung untersuchen. Zeigt sich dabei ein Mangel, muss er ihm dem Verkäufer unverzüglich anzeigen, anderenfalls verliert er seine Gewährleistungsansprüche. Diese Regelung soll die Abwicklung von Verträgen beschleunigen.
In welchem Umfang der Käufer prüfen muss, beurteilt sich nach der Beschaffenheit der Kaufsache und den Verkehrsgewohnheiten. Bei Lieferung einer größeren Warenmenge genügt typischerweise eine Stichprobe, bei einer gelieferten Maschine ein Probelauf. Kann der Fehler bei der Untersuchung nicht gefunden werden, zeigt sich dieser jedoch später, so muss gemäß § 377 Abs. 3 HGB der Käufer daraufhin ohne schuldhaftes Zögern dem Verkäufer den Mangel anzeigen.
Hat der Verkäufer den Mangel arglistig verschwiegen, so kann er sich gemäß § 377 Abs. 5 HGB nicht auf die Versäumung der Untersuchungs- und Rügeobliegenheiten durch den Käufer berufen. Diese beruht darauf, dass ein arglistig handelnder Verkäufer nicht schutzwürdig ist.
§ 377 HGB findet auch im Rahmen des Unternehmerregresses Anwendung, sodass demjenigen der Regress verwehrt ist, der seiner Rügeobliegenheit nicht nachgekommen ist.

### Unternehmenskauf
Gegenstand des Unternehmenskaufs ist ein Unternehmen oder eine Unternehmensbeteiligung. Der Unternehmenskauf kann als asset deal abgewickelt werden. Hierbei kauft der Erwerber die Vermögensgegenstände eines Unternehmens, etwa Produktionseinrichtungen und Patente. Je nach Gegenstand handelt es sich somit um einen Sach- oder einen Rechtskauf. Alternativ kann ein Unternehmen im Wege eines share deals gekauft werden. Hierbei erwirbt der Käufer Unternehmensanteile, etwa Aktien. Damit stellt der share deal einen reinen Rechtskauf dar.

## Verkauf mit Auslandsberührung
Besteht bei einem Kauf eine mögliche Verbindung zum Recht eines ausländischen Staates, so entscheidet das Internationale Privatrecht, welches Recht auf den Vertrag anzuwenden ist. Dabei gilt im Schuldrecht gemäß Art. 3 der Rom I-VO die allgemeine Regel, dass die Vertragsparteien das anzuwendende Recht frei wählen können. Wird eine solche Rechtswahl nicht getroffen, bestimmt sich das anzuwendende Recht nach Art. 4 ff. Rom I-VO. Danach gilt für Kaufverträge über bewegliche Sachen das Recht des Staates, in dem der Verkäufer seinen gewöhnlichen Aufenthalt hat, es sei denn, dass sich aus den Umständen eine offensichtlich engere Verbindung zum Recht eines anderen Staates ergibt, Art. 4 Abs. 1 a) und Abs. 3 Rom I-VO. Besonderheiten gelten für Verbraucherverträge mit Auslandsberührung gemäß Art. 6 Rom I-VO.
Eine Besonderheit besteht beim internationalen Warenkauf. Hierfür gilt das Übereinkommen der Vereinten Nationen über Verträge über den internationalen Warenkauf vom 11. April 1980, das für Deutschland am 1. Januar 1991 – in den Neuen Ländern bereits am 1. März 1990 – in Kraft getreten ist und in einer Vielzahl von weiteren Ländern gilt, unter anderem in den meisten Mitgliedsländern der Europäischen Union, in den USA und in der Schweiz. Das Übereinkommen wird teilweise mit UN-Kaufrecht abgekürzt, gebräuchlicher ist wohl, wenn einzelne Bestimmungen des Übereinkommens zitiert werden, die Abkürzung CISG, die auf die englische Bezeichnung Convention on Contracts for the International Sale of Goods zurückgeht. Das UN-Kaufrecht findet gemäß Art. 1 Abs. 1 CISG Anwendung auf Kaufverträge über Waren zwischen Parteien, die ihre Niederlassung in verschiedenen Staaten haben, sofern diese Staaten Vertragsstaaten sind oder wenn die Regeln des internationalen Privatrechts zur Anwendung des Rechts eines Vertragsstaats führen. Wenn also die Vertragsparteien die Anwendung deutschen Rechts vereinbaren oder sich dessen Geltung aus Art. 4 Rom I-VO ergibt, führt dies zur Anwendung des UN-Kaufrechts. Einzelheiten des Anwendungsbereichs sind in Art. 1–5 CISG geregelt. Gemäß Art. 6 CISG können die Parteien die Vorschriften des CISG teilweise oder vollständig abbedingen.
Auf EU-Ebene wird derzeit über die Entwicklung eines Gemeinsamen Europäischen Kaufrechts diskutiert, einem EU-weit einheitlichen Kaufrecht zur Vereinfachung grenzüberschreitender Kaufverträge.